# Тарутино (Красноярский край)
Тарутино — посёлок в Ачинском районе Красноярского края России. Административный центр Тарутинского сельсовета.

## География
Посёлок находится на правом берегу реки Большой Улуй, на расстоянии примерно 18 км к востоку от города Ачинск, административного центра района. Абсолютная высота — 255 м над уровнем моря.

## Население
| 1989 | 2002  | 2010  |
| ---- | ----- | ----- |
| 1963 | ↘1470 | ↘1318 |

### Гендерный состав
По данным Всероссийской переписи 2010 года, в посёлке проживало 1318 человек (618 мужчин и 700 женщин).

## Улицы
| - ул. Вокзальная, - пер. Вокзальный, - ул. Восточная, - ул. Горная, - ул. Железнодорожная, | - ул. Заводская, - пер. Клубный, - ул. Коммунистическая, - ул. Комсомольская, - ул. Лесная, | - ул. Малиновая, - ул. МПС, - ул. Новая, - ул. Садовая, - ул. Совхозная, | - пер. Совхозный, - ул. Трактовая, - пер. Улуйский, - ул. Черёмушка, - ул. Школьная. |

## Транспорт
Вблизи посёлка проходит автомобильная дорога федерального значения «Байкал». Также в Тарутино расположена одноимённая станция Красноярской железной дороги.Также из Ачинска в Тарутино ходит автобус.